# Gabino Román
Gabino Román Rivero (Zeballos Cué, Asunción, 19 de febrero de 1955) es un exfutbolista paraguayo. Como arquero tenía buenas condiciones para el puesto. Luego se hizo centrodelantero y fue eficaz, con mucha técnica y excelente goleador. 
Inició su carrera deportiva en el  Club Gral. Caballero de Z.C. (en el arco) (1973 al 76). Debutó como centrodelantero en 1976.
Como DT dirigió varios equipos capitalinos y del interior del país. Estuvo en el Gral. Caballero de Zeballos Cue, en el 12 de Agosto de Piribebuy, el 12 de Octubre de Santo Domingo, la selección de Arroyos y Esteros, Atlántida (vicecampeón), Sol de América (asistente y luego como DT), Guaraní (asistente), Pdte. Hayes (asistente e inferiores), selección Limpeña (campeón 7.ª Región e Interligas 2001/02; Copa San Isidro Uruguay), 3 de Febrero Ciudad del Este, selección Ovetense y club Nacional (inferiores) 2004. 

## Con la Selección Nacional
Jugó con el seleccionado Sub-20 (1974), participó del Preolímpico Bolivia 1987; y de las Eliminatorias para Italia 90 (1988 y 89).

## Clubes

### Como jugador
| Club                 | País     | Años        |
| -------------------- | -------- | ----------- |
| General Caballero ZC | Paraguay | 1973 - 1976 |
| Rangers de Talca     | Chile    | 1977 - 1978 |
| Capitán Figari       | Paraguay | 1979        |
| Puebla FC            | México   | 1980        |
| Oriental             | Paraguay | 1981        |
| Libertad             | Paraguay | 1982        |
| Atlético Colegiales  | Paraguay | 1983 - 1990 |
| Olimpia              | Paraguay | 1991        |

### Como entrenador
| Club                    | País      | Años            |
| ----------------------- | --------- | --------------- |
| General Caballero ZC    | Paraguay  | 2000            |
| Liga Limpeña de Fútbol  | Paraguay  | 2001 - 2002     |
| Liga Ovetense de Fútbol | Paraguay  | 2003            |
| Nacional (Inferiores)   | Paraguay  | 2004            |
| Sportivo Trinidense     | Paraguay  | 2005 - 2006     |
| Atlántida               | Paraguay  | 2007            |
| Suchitepéquez           | Guatemala | 2007 - 2008     |
| Sportivo Trinidense     | Paraguay  | 2008 - 2009     |
| General Díaz            | Paraguay  | 2010            |
| Sportivo Trinidense     | Paraguay  | 2011 - 2012     |
| Sportivo 2 de Mayo      | Paraguay  | 2012            |
| Sportivo Trinidense     | Paraguay  | 2013 - 2014     |
| River Plate             | Paraguay  | 2014 - 2016     |
| 3 de Febrero CDE        | Paraguay  | 2016            |
| Olimpia de Itá          | Paraguay  | 2016            |
| River Plate             | Paraguay  | 2017            |
| Fernando de la Mora     | Paraguay  | 2017 - 2018     |
| Martín Ledesma          | Paraguay  | 2018            |
| Sportivo Trinidense     | Paraguay  | 2018 - presente |

## Palmarés

### Como jugador

#### Campeonatos nacionales
| Título                       | Equipo              | País     | Año  |
| ---------------------------- | ------------------- | -------- | ---- |
| Segunda División de Paraguay | Club Oriental       | Paraguay | 1981 |
| Torneo República             | Atlético Colegiales | Paraguay | 1990 |

#### Campeonatos internacionales
| Título              | Equipo  | País     | Año  |
| ------------------- | ------- | -------- | ---- |
| Recopa Sudamericana | Olimpia | Paraguay | 1991 |

### Como entrenador

#### Campeonatos nacionales
| Título                            | Equipo                 | País     | Año     |
| --------------------------------- | ---------------------- | -------- | ------- |
| Tercera División de Paraguay      | General Caballero ZC   | Paraguay | 2000    |
| Campeonato Nacional de Interligas | Liga Limpeña de Fútbol | Paraguay | 2001/02 |
| Segunda División de Paraguay      | Sportivo Trinidense    | Paraguay | 2009    |
| Segunda División de Paraguay      | River Plate            | Paraguay | 2015    |

#### Campeonatos internacionales
| Título                       | Equipo                 | País     | Año  |
| ---------------------------- | ---------------------- | -------- | ---- |
| Copa San Isidro de Curuguaty | Liga Limpeña de Fútbol | Paraguay | 2002 |

## Vida personal
Casado con Edilda Centurión. Sus hijos son: Flavio Ariel, Eder Gabriel, Diego Gabino y Guillermo Daniel. Nombre de los padres: Secundino (+) y Matilde. 